# ライアン・リッチマン
ライアン・リッチマン（Ryan Richman、1989年6月16日 - ）は、アメリカ合衆国のバスケットボール指導者。コネチカット州出身。

## 略歴
メリーランド大学卒業後、2013年にNBAのワシントン・ウィザーズのビデオコーディネーターに就任。2016年より同チームのアシスタントコーチ。2019年よりウィザーズ傘下のGリーグチームのキャピタルシティ・ゴーゴーのヘッドコーチに就任。1シーズン務めた後、2020年よりウィザーズのアシスタントコーチに復帰。
2023年よりBリーグのシーホース三河のHCに就任。前身となるアイシン時代を含めて28年間三河を指揮してきた鈴木貴美一前ヘッドコーチから引き継ぐ事について「鈴木コーチは28年間もチームを率いた伝説とも呼べる存在であり、その後を引き継ぐ事を光栄に感じている」とコメントしている。